# Покоління Х (фільм)
«Покоління Х» — кінофільм режисера Carlos Etzio Roman, що вийшов на екрани в 2008 році.

## Зміст
Герої фільму вже не є звичайними людьми. Над їхніми батьками проводилися військові експерименти, у результаті яких народилися діти з певними генетичними змінами. Ці мутації роблять їх сильнішими і дозволяють здійснювати небачені речі. Мутанти – це ідеальна зброя, але армія прорахувалася в одному: кожен із них є особистістю, а тому не буде сліпо виконувати всі накази.

## Ролі
| Актор                | Роль |
| -------------------- | ---- |
| Ронні Коннелл        | -    |
| Carlos Etzio Roman   | -    |
| Дірдрі МакКаллаг     | -    |
| Ariana Almajan       | -    |
| Трейсі Роман         | -    |
| Шерон Карпентер-Роуз | -    |
| Брюс Аллен Доусон    | -    |
| Anna Biani           | -    |
| Sandy Lisiewski      | -    |
| Master June Daguiso  | -    |

## Знімальна група
- Режисер — Carlos Etzio Roman
- Сценарист — Carlos Etzio Roman
- Продюсер — Льюїс Фрага, Carlos Etzio Roman, Arnela Connell